# Moritz Rasmussen
Moritz Thorvald Rasmussen (født 14. december 1878 i København, død 21 september 1965) var en dansk atlet og idrætspioner.
Han var aktiv idrætsmand fra 1895 og begyndte som bryder og kapgænger, senere vandt han flere danske mesterskaber i atletik. Efter karrieren var han idrætsleder i flere idrætsgrene.
Rasmussen største idrætslige præstation var sejren i en stor 75 km distancemarch 1997 og 10 september samme år satte han i København verdensrekord på 50 km gang med tiden 5:27,30,0. Han var i årene frem til 1910 en af Danmarks bedste kaster og mangekæmper. 1901 vandt han de første danske mesterskaber i femkamp og tikamp, derudover vandt han to danske mesterskaber i hammerkast og et i diskoskast. Han satte seks danske rekorder i kasteøvelserne. Han var medlem af Københavns FF og var klubbens formand 1907-1909.
Rasmussen var i 1902-1903 bosat i Berlin i Tyskland, 1905-1906 var han på studieophold i London, England og 1911-1912 i USA, hvor han besøgte Harvard universitet ved Boston samt Yale og Columbia universitet, som på den tid var de førende amerikanske universiteter i atletik. Til disse disse studieophold fik han tilskud fra det københavnske og det nationale atletikforbund. Rejserne gav ham kundskaber om datidens moderne træningsmetoder og da atletikken fik sit store idrætsanlæg på Østerbro Stadion 1912 ansattes han samme år af Dansk Atletik Forbund som et led i forberedelserne til OL i Stockholm. Sammen med den svenske træner Carl Silfverstrand, som virkede i Danmark 1922-1925, skrev han i 1925 den første danske instruktionsbog i atletik; Lærebog i fri idræt som blev oversat til svensk, norsk, islandsk, tysk og engelsk.
Rasmussen var inspektør ved Københavns Idrætspark 1914-1943.
Rasmussen var én af initiativtagerne til de første håndboldstævner i Idrætshuset på Østerbro i København fra 1921-1926 og var i 1930'erne Danmarks repræsentant i IAHF.
Rasmussen var sammen med andre ledere fra Københavns Badminton Klub, Skovshoved Idrætsforening og Gentofte med til at stifte Danmarks Badminton Forbund 15. januar 1930. Han var DBFs formand 1933-1934. Han var også bestyrelsesmedlem i adskillige københavnske klubber bl.a Københavns Badminton Klub.

## Danske mesterskaber i atletik
- Bronze 1910 Hammerkast 32,87
- Bronze 1909 Hammerkast 36,09
- Sølv 1908 Diskoskast 34,30
- Sølv 1908 Hammerkast 34,30
- Guld 1907 Hammerkast 32,69
- Bronze 1907 Diskoskast 31,35
- Sølv 1904 Hammerkast 32,24
- Bronze 1904 Diskoskast 28,72
- Sølv 1903 Diskoskast 26,91
- Sølv 1903 Hammerkast 29,57
- Guld 1901 Hammerkast 29,15
- Sølv 1901 Kuglestød 9,25
- Guld 1901 Femkamp
- Guld 1901 Tikamp

## Forfatterskab
- Gå og bli sund af Moritz Rasmussen, 1913.
- Illustreret Lærebog i fri idræt af Carl Silfverstrand og Moritz Rasmussen, 1925.
- Vore Idrætspladser i: Andersen, Emil (Red.): Dansk Athletik Forbund gennem 25 Aar af Moritz Rasmussen, 1932
- Legepladser af Moritz Rasmussen, 1947